# Попешти (Калараш)
Попешти (рум. Popești) насеље је у Румунији у округу Калараш у општини Василаци. Oпштина се налази на надморској висини од 59 m.

## Становништво
Према подацима из 2002. године у насељу је живело 460 становника, од којих су сви румунске националности.